# Taverne Green Dragon

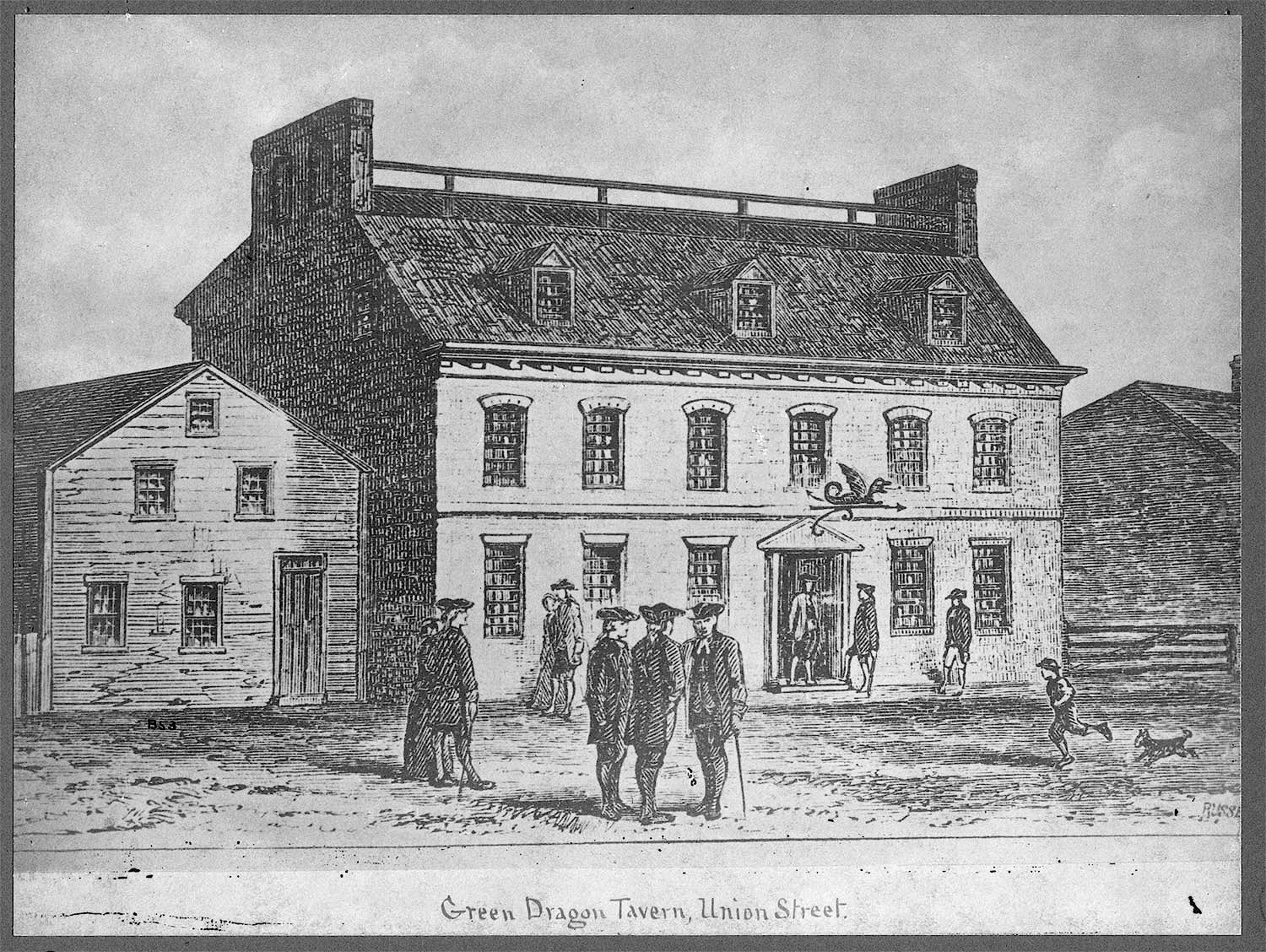
La taverne Green Dragon (gravure des années 1890).

La Taverne Green Dragon (1714-1852), en anglais : Green Dragon Tavern, est une taverne utilisée comme un lieu de rencontre située sur Union Street — anciennement Green Dragon Lane — à North End, Boston, dans le Massachusetts.
Les Fils de la Liberté, Committee of correspondence et le Boston Caucus s'y rencontraient. La Boston Tea Party y a été planifiée et Paul Revere s'est élancé de cette taverne pour sa Midnight Ride. Elle a été détruite en 1832.
La taverne apparaît dans le jeu vidéo Assassin's Creed III.